# 對馬海峽

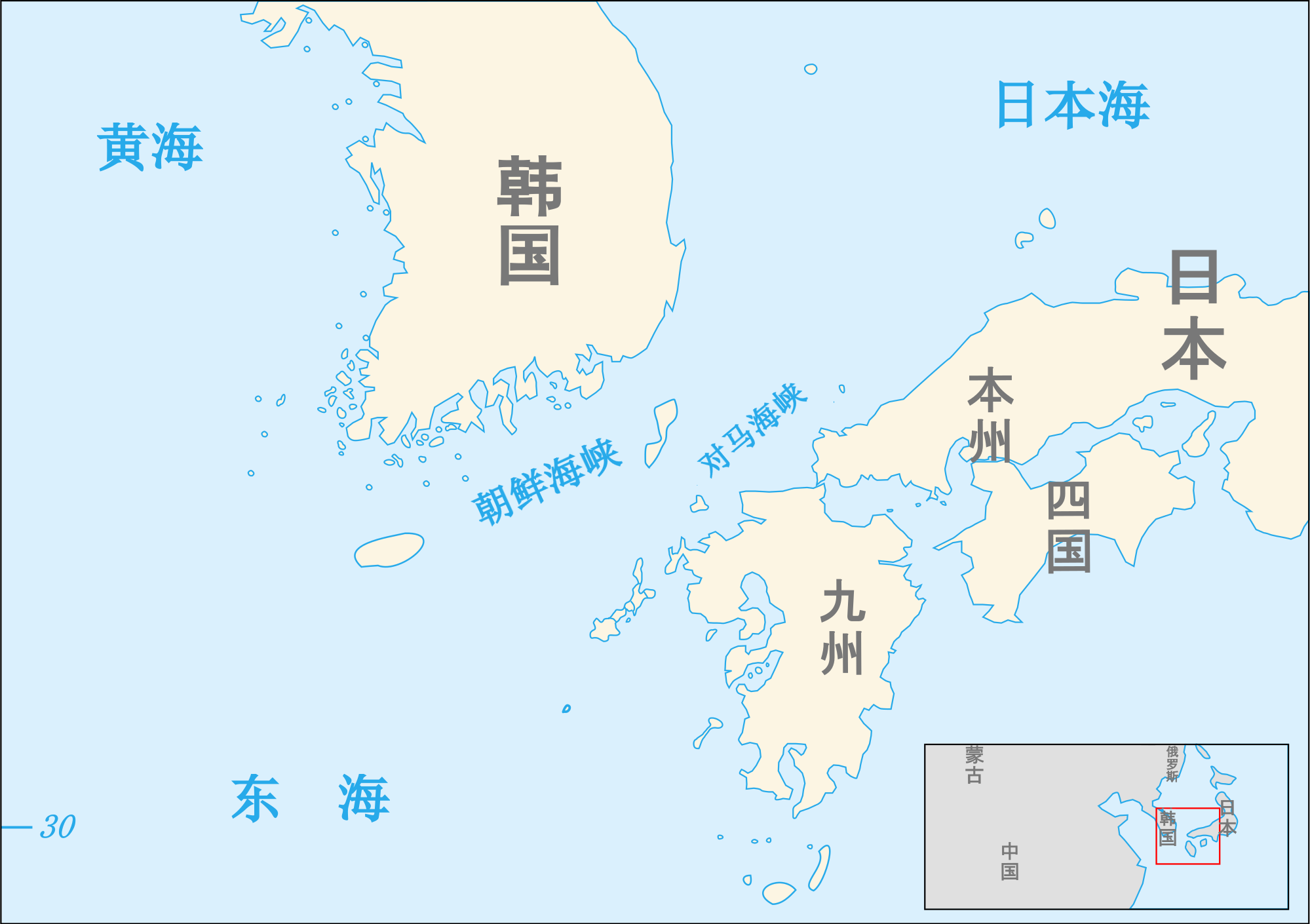
對馬海峽（Tsushima Strait）為朝鮮海峽（Korea Strait）的東水道。

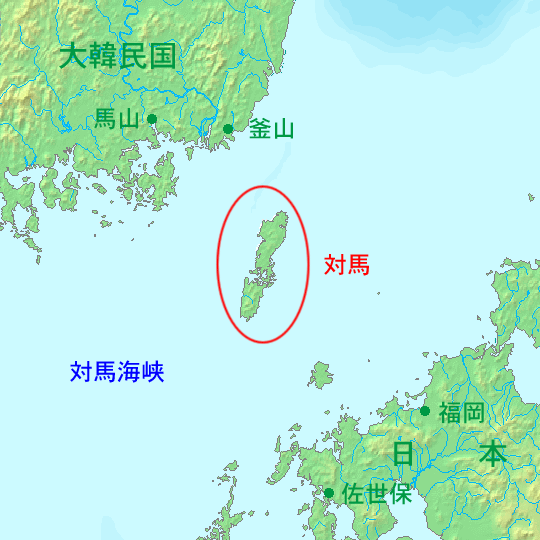
對馬海峽 朝鮮海峽（Korea Strait）

對馬海峽（日语：／ Tsushima kaikyō */?；：／ Sseusima haehyeop */?），西方歷史作品常譯作Tsu Shima Strait或Tsu-Shima Strait，是朝鮮海峽（或大韩海峡）的一部份，位於對馬群島的東南側。西北側銜接朝鮮半島的則是釜山海峽。
大韓海峽位於韓國與日本之間，連接日本海。其中，較寬的對馬海峽西北界於對馬群島的東南側，東北銜接本州，南接九州及五島列島。最窄處位於對馬島南部下島（下島（しもじま）；Shimojima）的東南角與對馬海峽中最接近本州尖端的壹岐島之間。由於經由對馬海峽的航線可穿過位於本州與九州之間狹窄的關門海峽通往日本的瀨戶內海南端，使得對馬海峽成為世界上最繁忙的水道之一。

## 名稱
由於歷史及政治因素，鄰近各國對此週遭水域有多種名稱。如对马海峡在朝鮮半島的称呼为日本名的日语音译。如下表所示：
|            | 朝鮮半島～九州島 | 九州島～對馬群島                   | 對馬群島～朝鮮半島              |
| 漢語圈     | 朝鮮海峽         | 對馬海峽                           | 朝鮮海峽/釜山海峽               |
| 日本       | ；古代亦使用     |                                    |                                 |
| 日本慣用名 |                  |                                    |                                 |
| 南韓       |                  |                                    |                                 |
| 朝鲜       |                  |                                    |                                 |
| 英語世界   | Korea Strait     | Tsushima Strait or Eastern Channel | Busan Strait or Western Channel |

## 地理
延著對馬島測量對馬海峽的寬度概約是97公里（60哩），最窄處則有64公里（40哩）寬。對馬島以東至五島列島以北的深度約有90公尺。從對馬島南端至九州約50公里處則是壹岐島。

### 對馬海流
北太平洋著名的洋流——黑潮的分支暖流流經此處，稱之為對馬海流（対馬海流（つしまかいりゅう）；Tsushima Current）。
對馬海流起源於日本群島，經過日本海後，從鄰近海參崴的庫頁島分流入韃靼海峽及北海道以北的宗谷海峽，再匯入卾霍次克海（Охо́тское мо́ре；；Sea of Okhotsk），最後穿過千島群島進入北太平洋。

## 經濟

### 漁業
對馬海流從東海帶著豐富的漁業資源進入日本海，像五條鰤及真鰺（俗名：巴攏、竹莢魚、瓜仔魚；學名：Trachurus japonicus）。但同時也從海流經過國家帶來了災害諸如巨大的越前水母巨量聚集及廢棄物污染。

### 運輸
在日本本州西端福岡市至南韓釜山間以及福岡市至對馬群島之間，現在有分別由未來高速、大亞高速海運（只來往對馬群島及釜山）及JR九州高速船開設的高速水翼船航線提供往返服務，是繼噴射飛航及金光飛航營運的港澳航線後，世界另一條主要高速客輪航線（航程為港澳水翼船的三倍）。
九州的北九州市和下關市之間的關門海峽上建設了跨海大橋並連接至長崎市。長崎市是長崎縣首府，包含對馬群島及壹岐島均是其管轄範圍。
關門海峽位於對馬島中間的正東方約135公里（85英哩），而長崎市正位於該島南端的南南東方約165公里（100英哩）。

## 歷史衝擊

### 遷徙
從傳說、歷史及考古證據均證實日本最早有人定居是在九州島靠對馬海峽的沿岸地區，這部份往往沒有爭議。但不論對日本人、朝鮮人、漢人來說，是誰以及何時開始在此定居卻是引起激烈爭論與攸關民族自尊的事。根據歷史學家的看法，從朝鮮半島至北九州大規模移民是發生在西元前108年古朝鮮王朝末年至西元4世紀這段期間。而歷史上像在朝鮮海峽這般的狹窄水域上往返的高風險航程總是作為文化交流的快捷航道。比如說從韓國的朝鮮半島南端航行到對馬群島，再到壹岐島，最後到達日本本州島的西端。

#### 遠古移民
海峽往往也作為遷徙或入侵的路徑。舉例來說，考古學家相信大約是在西元前10世紀，中石器時代新蒙古人種移民——彌生人第一次經此水路航行至本州，取代了在10萬年前日本列島和亞洲大陸還相連時，經由陸路到達本州的舊石器時代原蒙古人種先民——繩文人。

#### 大規模移民
從高句麗、伽倻及百濟的移民也形成一波波的移民浪潮到達九州，但是其中細節諸如何人、人數及何時仍存在廣泛爭議。

#### 佛教傳播
根據漢民族的文獻，佛教也於西元5世紀經此水路從百濟傳入日本。以航行的距離來看，從壹岐島到對馬列島最大島南端上島（Kamino-shima）大約是50公里；釜山到對馬列島北端約略也是同樣的距離，對想用小船橫渡此開闊的海域來說這可算是極遠而不容易的航程。

### 戰爭

#### 元軍征日戰爭
西元1281年元世祖忽必烈帶領的艦隊橫越此海域準備入侵日本，在劫掠了對馬列島之後卻遇到兩次颱風而兵敗。這些颱風後來被日本人稱作解救日本的神風。

#### 己亥东征
1419年，朝鲜太宗下旨命令李从茂将军进攻对马以清剿倭寇并取得胜利。1443年，双方签订癸亥条约。朝鲜王朝取得对马岛的宗主权，并给与对马岛在对马海峡的贸易优先权。

#### 朝鮮之役
西元1500年代末期日本大名豐臣秀吉率領以西日本諸大名為主的聯軍經由此海峽入侵朝鲜，而近代，日本帝國軍也是如此攻擊朝鲜。

#### 對馬海峽海戰
但是對馬海峽之所以有名莫過於改變現代史的一場決定性海戰──對馬海峽海戰。西元1905年5月27日和5月28日在對馬列島北部的正東方及壹岐島正北方海域，數量軍力均遠勝於當時日本海軍的俄國波羅的海艦隊和日本聯合艦隊在此發生了遭遇戰，沒想到最後俄艦隊卻敗給了日本並被殲滅。
在接下來的40年裡，這個決定性結果影響了海軍參謀及艦隊司令的思考，使其具有了短視淺見。例如，各個國家或海軍領導者均積極地構建類似的主力艦隊運作，而忽略後續發展演進的空軍實質上才具有壓倒性的優勢，足以壓制裝備了大火砲的戰列艦。
甚至傑出戰略家如英國海軍元帥約翰·傑利科於日德蘭海戰、空軍狂熱及支持者像日本聯合艦隊司令長官山本五十六於中途島海戰、戰術家如美國第三艦隊司令官威廉·哈爾西於雷伊泰灣海戰，均是施行「巨艦戰鬥理論」以期擊敗目標，忽略了其他實質戰術運用而使戰列艦成為聚焦攻擊的大目標。